# Sciuro-hypnum glaciale
Sciuro-hypnum glaciale là một loài Rêu trong họ Brachytheciaceae. Loài này được (Schimp.) Ignatov & Huttunen mô tả khoa học đầu tiên năm 2002.

## Hình ảnh

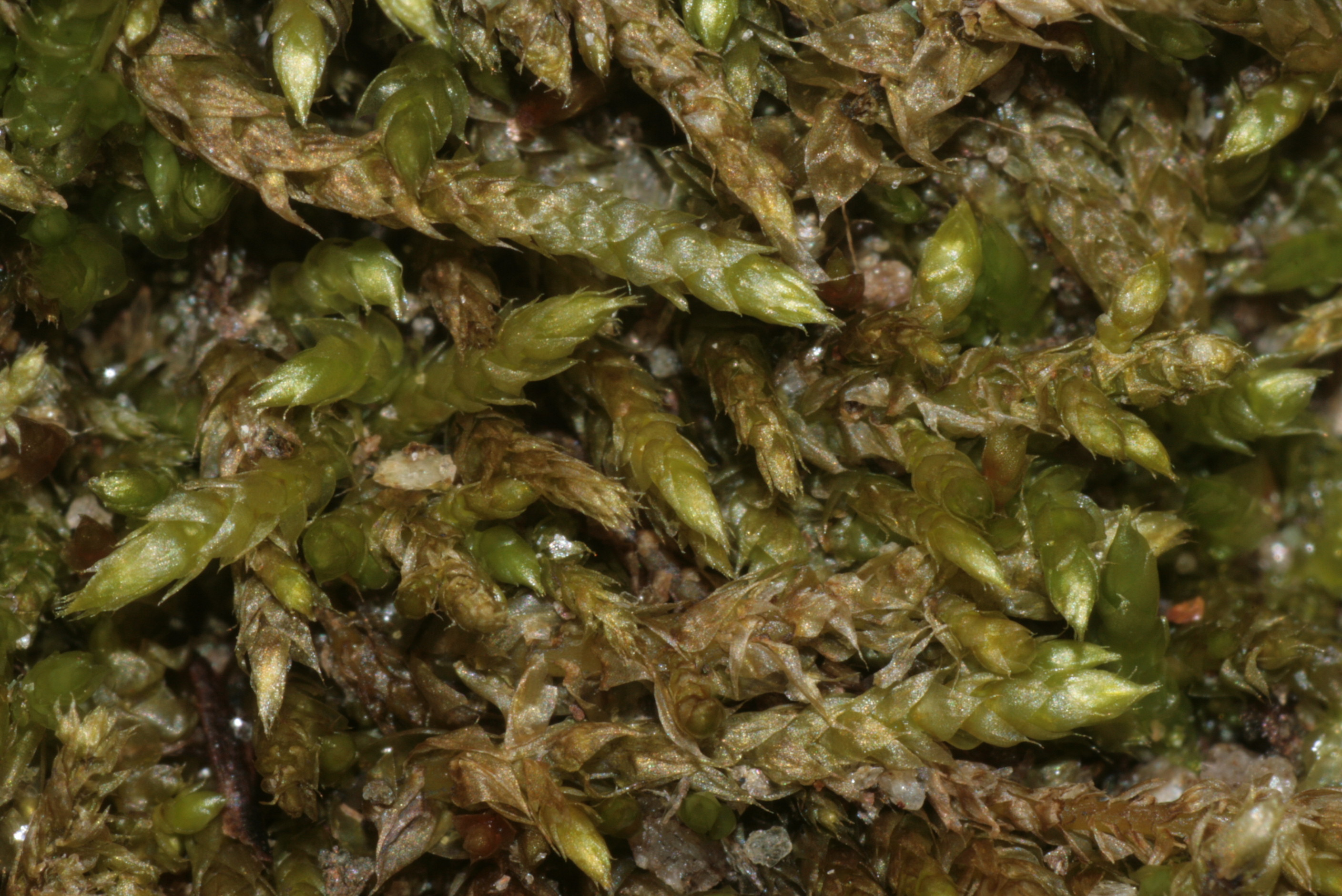
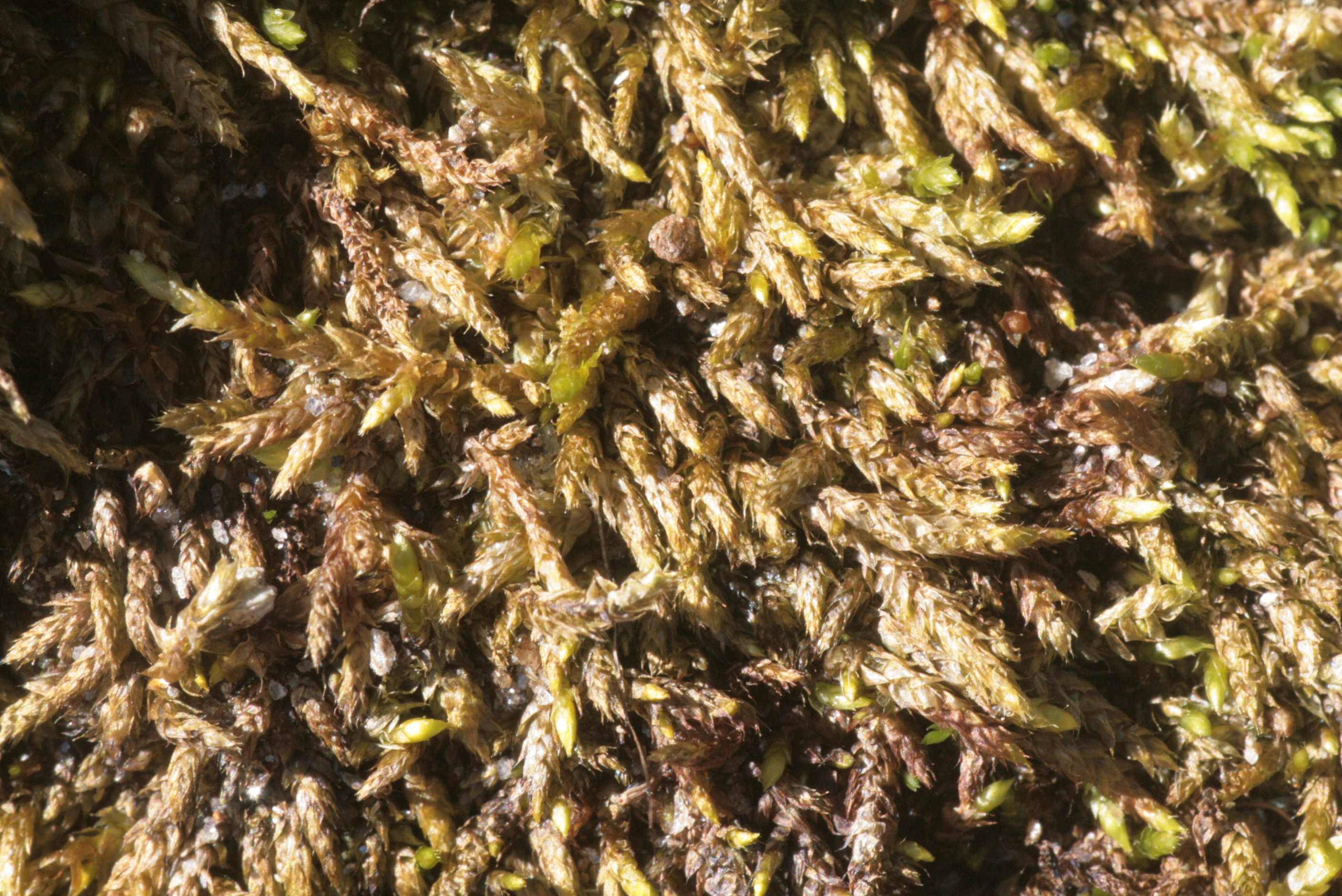
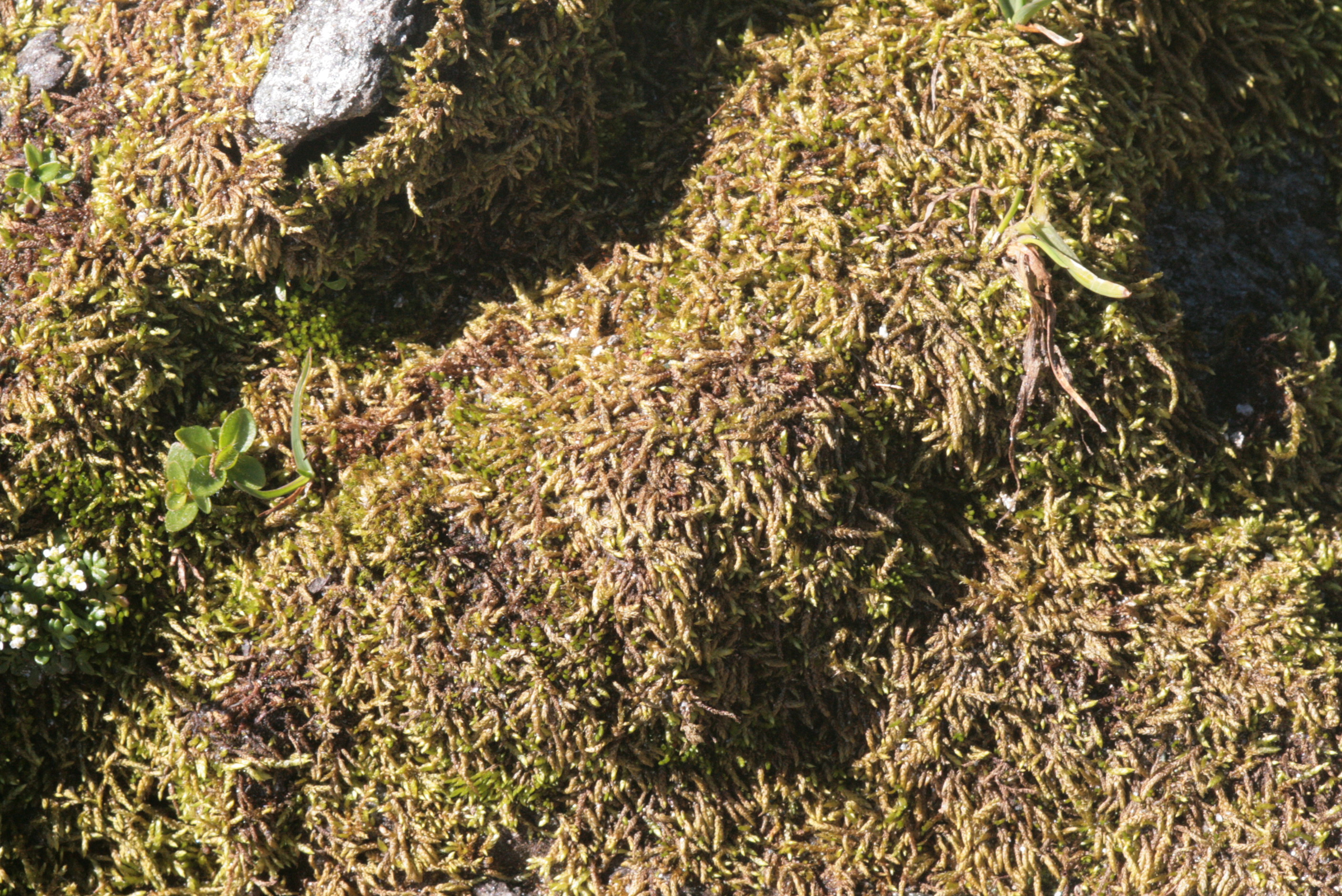
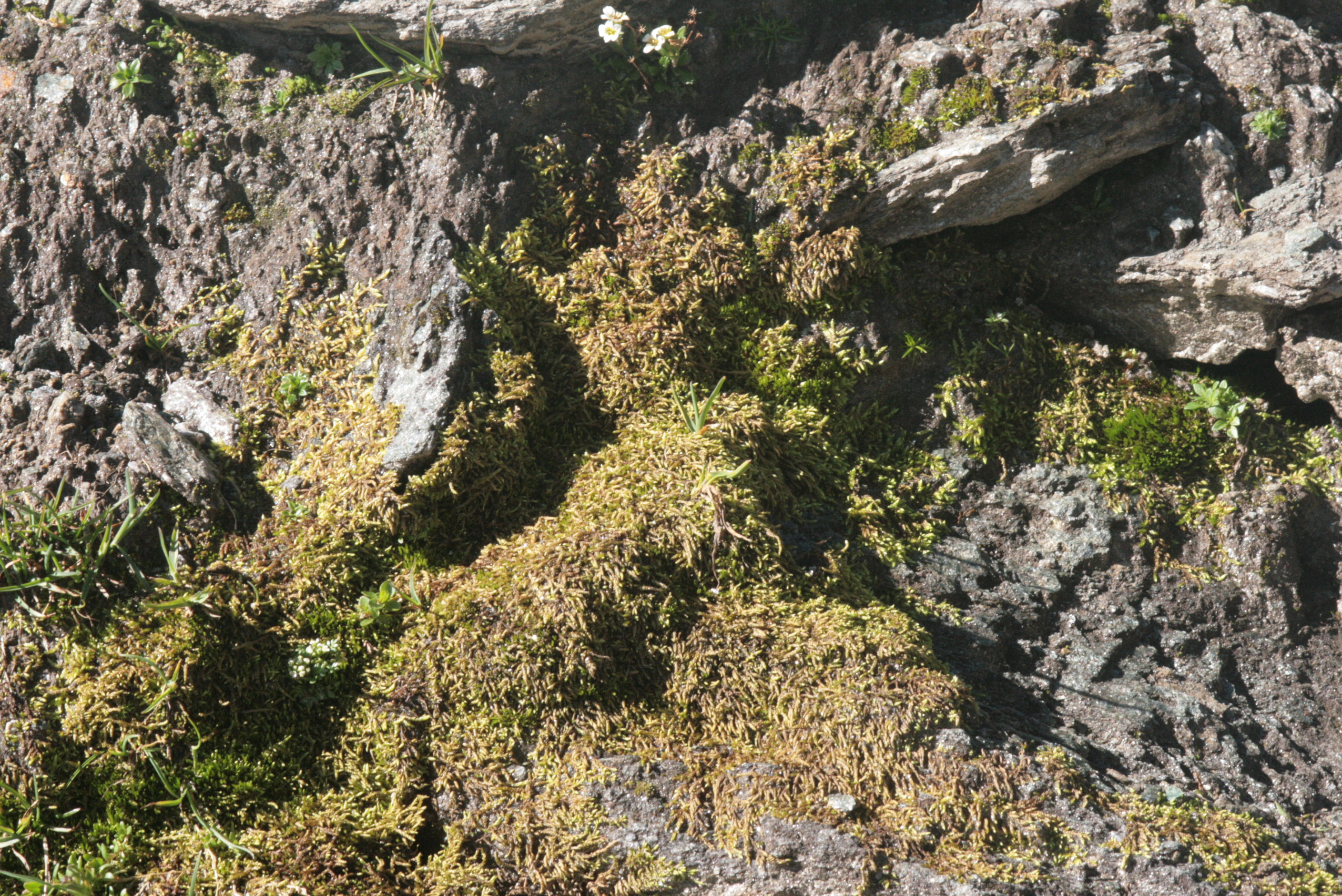